# المعذرون
المعذرون هم أصحاب الأعذار الواهية ممن تخلفوا عن الجهاد في سبيل الله، في غزوة تبوك. وقد جاء ذكرهم في القرآن في سورة التوبة في قول الله تعالى: ﴿وَجَاءَ الْمُعَذِّرُونَ مِنَ الْأَعْرَابِ لِيُؤْذَنَ لَهُمْ وَقَعَدَ الَّذِينَ كَذَبُوا اللَّهَ وَرَسُولَهُ سَيُصِيبُ الَّذِينَ كَفَرُوا مِنْهُمْ عَذَابٌ أَلِيمٌ ۝٩٠﴾ [التوبة:90]. قال أبو جعفر الطبري معناه: وجاء المعذرون من الأعراب إلى رسول الله ﷺ ليؤذن لهم في التخلف عن الخروج معه للجهاد في سبيل الله. وهم نفر من الأعراب جاؤوا إلى رسول الله ليؤذن لهم بالقعود، وقد اعتذروا بشيء ليس بعذر حقيقي.